# Cale navigabilă

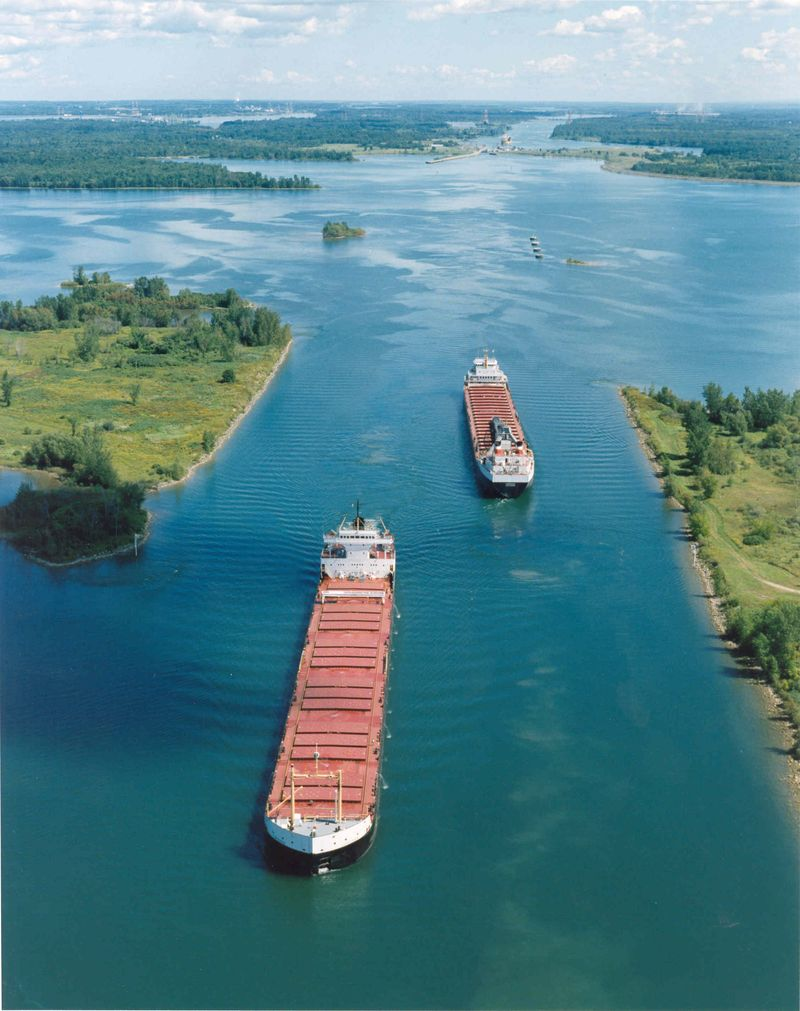
Calea navigabilă Saint Lawrence, legătură între Oceanul Atlantic și Marile Lacuri.

O cale navigabilă este orice întindere de apă⁠(d) care permite navigația.
Pentru ca o cale maritimă sau interioară să fie navigabilă, aceasta trebuie să îndeplinească mai multe criterii:
- să fie suficient de adâncă pentru a permite navigația navelor încărcate la pescajul maxim proiectat pentru calea respectivă
- să fie suficient de lată pentru a permite trecerea și încrucișarea navelor cu gabaritele maxime proiectate
- să fie lipsite de obstacole în calea navigației, cum ar fi cascadele și rapidele, sau să ofere o cale de a le înconjura (cum ar fi ecluze sau ascensoare pentru nave)
- viteza de curgere a apei trebuie să fie suficient de mică pentru a permite navelor să navigheze înspre amonte fără dificultăți
- înălțimea valurilor (pe lacuri) nu trebuie să depășească valoarea pentru care este proiectată clasa de navă admisă pe acel lac

Navele care utilizează căile navigabile variază de la șlepuri mici până la pacheboturi, nave de croazieră, cargoboturi, mineraliere și petroliere de mare tonaj.

## Istorie
Căile navigabile au constituit o parte importantă a activității umane încă din timpurile preistorice, iar navigabilizarea acestora a permis ca ambarcațiunile și canalele să treacă prin fiecare corp de apă. Marele Canal din China, un sit al Patrimoniului Mondial UNESCO, construit în antichitate, este cel mai vechi sistem de căi navigabile cunoscut, fiind și unul dintre cele mai mari (ca întindere, având o lungime totală de 1.776 km) proiecte de inginerie civilă din lume.
Amenajarea și construirea unor noi căi navigabile a fost reluată, la scară largă, în epoca modernă, odată cu debutul revoluției industriale.
În Anglia, unele râuri fuseseră amenajate pentru navigație încă din decursul secolului al XVII-lea și începutul secolului al XVIII-lea, îmbunătățind legăturile de transport ale orașelor Manchester, Wigan, Hereford, Newbury și altele cu porturile maritime ale Angliei. Canalele navigabile urmau să asigure legături vitale în rețeaua de transport, acest lucru schimbând și perspectiva asupra modului în care oamenii priveau lumea.
În Franța, Canal du Midi, cu o lungime de 241 km, realizat în secolul al XVII-lea dar funcțional și în prezent, făcea legătura între Marea Mediterană și fluviul Garonne, realizându-se astfel o cale navigabilă interioară până la Oceanul Atlantic.
În secolul al XIX-lea, introducerea motoarelor cu abur și propulsia prin elice au dus la navigația maritimă cu 
vapoare de mare tonaj, apărând cursele regulate între porturi situate la mari distanțe. Astfel, apar cursele transatlantice (prima fiind cea efectuată de pachebotul Great Western⁠(d) în 1838), iar în 1840 se inaugurează prima linie maritimă regulată între Europa și America de Nord: Cunard Steamship Company. Seria marilor transatlantice având carenă metalică începe cu Great Eastern⁠(d), proiectată de Isambard Kingdom Brunel și lansată la apă în 1858.
Dezvoltarea rapidă a navelor propulsate de mașini cu abur, atât civile cât și militare (vapoare), a avut printre alte consecințe și amenajarea unor noi căi navigabile. Astfel, în Marea Britanie s-a dezvoltat o rețea densă de căi navigabile compusă îndeosebi din canale navigabile dar și din sectoare fluviale amenajate pentru navigație. Exemplul britanic a fost urmat curând și de alte state industrializate: Statele Unite ale Americii, Germania și Franța. Căile navigabile interioare au devenit principala rețea de transport din punct de vedere al volumului de mărfuri transportate, până în secolul XX, când au fost „detronate” de rețeaua feroviară.
În a doua jumătate a secolului al XIX-lea și începutul secolului al XX-lea au fost realizate marile canale maritime, pe care se înregistrează și în prezent un trafic important:
- Canalul Suez, realizat între anii 1859-1869[10]
- Canalul Panama, realizat între anii 1904-1914[11]
- Canalul Kiel, realizat între anii 1887-1895 și redimensionat în 1907–1914[12]

În România, pentru îmbunătățirea condițiilor de navigație pe Dunărea maritimă (sectorul cuprins între Portul Brăila și vărsarea fluviului în Marea Neagră), a fost realizat în a doua jumătate a secolului al XIX-lea Canalul Sulina, de către Comisia Europeană a Dunării, după proiectul inginerului-șef al acesteia, Charles Hartley. O sută de ani mai târziu, între anii 1976-1984 a fost construit Canalul Dunăre-Marea Neagră, care a realizat o legătură directă între Portul Constanța și Dunăre.

## Clasificare
Există mai multe criterii de clasificare a căilor navigabile: după amplasarea geografică, după lungime, după gabaritele de navigație, după traficul anual înregistrat etc.
O primă clasificare împarte căile navigabile în căi maritime și căi interioare.
Căile navigabile maritime (rutele maritime) traversează oceanele, mările și unele lacuri, unde navigabilitatea este presupusă și nu este necesară nicio lucrare de amenajare hidrotehnică, cu excepția realizării unor lucrări hidrotehnice pentru asigurarea adâncimilor necesare în apropierea intrărilor în porturi (menținerea șenalelor navigabile) sau pentru a oferi o cale mai scurtă printr-un istm (realizarea unor canale navigabile). Acolo unde porturile maritime sunt situate în interiorul țării, acestea sunt abordate printr-o cale navigabilă care ar putea fi numită „interioară”, dar în practică este denumită în general „cale navigabilă maritimă” (exemple: Sena maritimă, Loara maritimă, Elba Inferioară între Geesthacht și Cuxhaven).
Căile navigabile interioare se referă la râurile și canalele navigabile utilizate de navele specifice circulației pe apele interioare care, implicit, au dimensiuni mult mai mici decât navele maritime.
Există o excepție de la această clasificare inițială, în esență în scopuri juridice, pentru apele internaționale.

### Clasificarea căilor navigabile interioare

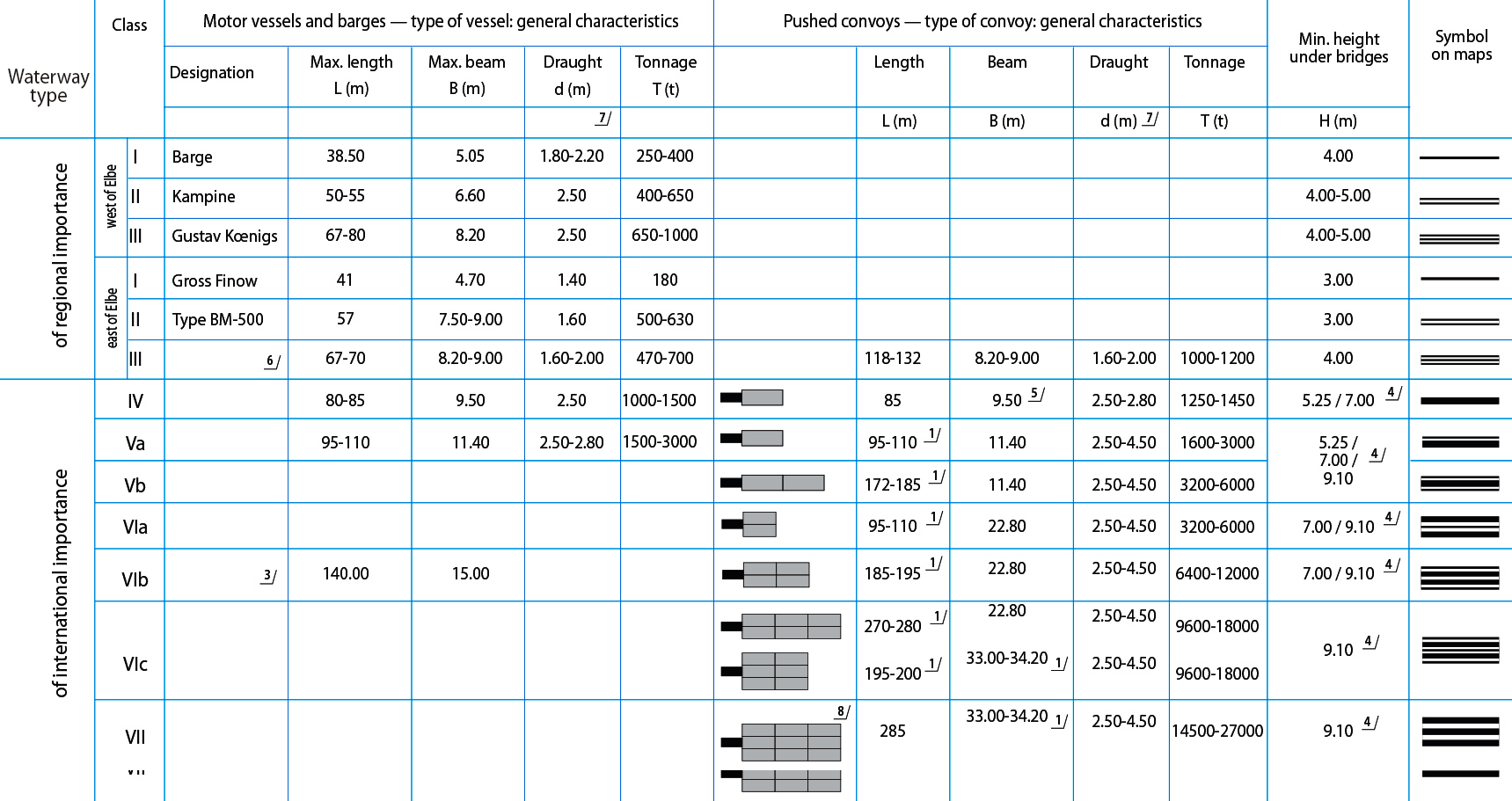
Recomandarea UNECE pentru clasificarea căilor navigabile interioare

Conferința Europeană a Miniștrilor Transporturilor a stabilit în 1953 o clasificare a căilor navigabile care a fost ulterior extinsă pentru a ține seama de dezvoltarea remorcării după apariția convoaielor de barje împinse. Europa este un continent cu o mare varietate de caracteristici ale căilor navigabile, ceea ce face această clasificare valoroasă pentru a aprecia diferitele clase de căi navigabile.
Există, de asemenea, o varietate remarcabilă de caracteristici ale căilor navigabile în multe țări din Asia, dar nu a existat niciun impuls internațional echivalent pentru uniformitate.
Comisia Economică a Organizației Națiunilor Unite pentru Europa (UNECE), prin Comitetul pentru Transporturi Interioare, Grupul de lucru pentru Transportul pe Ape Interioare, a recomandat clasificarea prezentată în imaginea alăturată.

## Exemple de căi navigabile majore

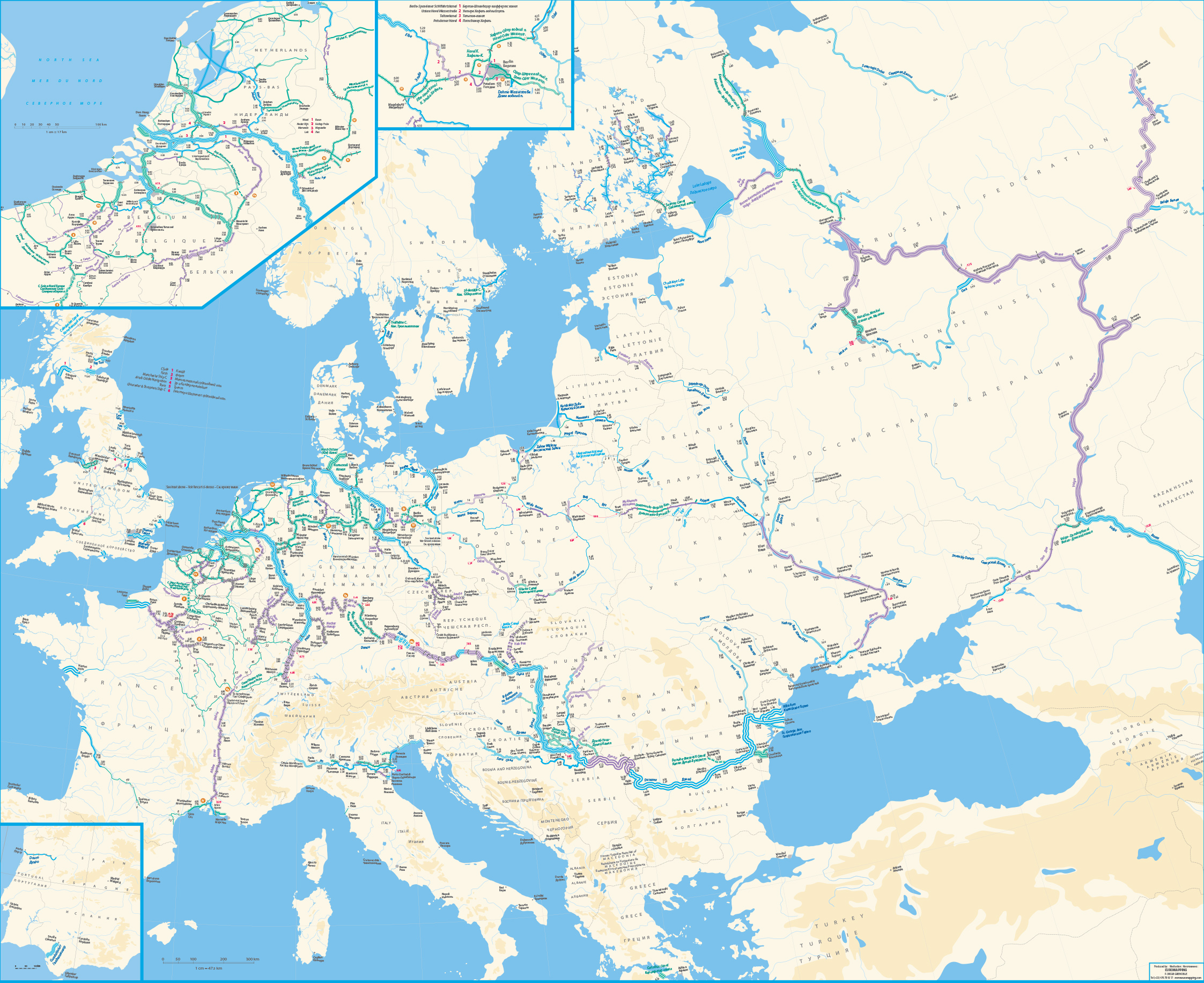
Rețeaua europeană de căi navigabile (în 2012)

### Căi navigabile maritime
Marea majoritate a mărilor și oceanelor sunt navigabile, iar rutele maritime care le traversează nu necesită lucrări speciale de amenajare și de întreținere, cu excepția celor pentru asigurarea adâncimilor necesare în apropierea intrărilor în porturi (menținerea șenalelor navigabile).
O situație specială o au rutele maritime din Oceanul Arctic (Pasajul de nord-vest și Pasajul de nord-est⁠(d)), deoarece o mare parte din an sunt necesare acțiuni de menținere a șenalelor navigabile cu ajutorul spărgătoarelor de gheață.
Câteva căi navigabile maritime importante:
- Canalul Suez  (lungime 193 km)
- Canalul Panama (lungime 82 km)
- Canalul Kiel (lungime 98,26 km)
- Canalul Sfântul Laurențiu (lungime totală circa 600 km)

### Căi navigabile interioare
Câteva căi navigabile interioare importante:
- Canalul Main-Dunăre (lungime 171 km)
- Canalul Albert (lungime 129,6 km)
- Canalul Volga-Don (lungime 101 km)
- Canalul Dunăre-Marea Neagră (lungime 64,4 km)